# Ганіра Пашаєва
Ганіра Алескер кизи Пашаєва (азерб. Qənirə Ələsgər qızı Paşayeva, 24 березня 1975 року, Товузький район, Азербайджанської РСР — 28 вересня 2023, Баку) — громадська і політична діячка, журналістка, поетеса, депутатка Міллі Меджлісу Азербайджанської Республіки.

## Біографія
Ганіра Пашаєва народилася 24 березня 1975 року в селі Дюз Гиригли Товузького району Азербайджанської РСР. Має дві вищі освіти — медичну та юридичну. Закінчила педіатричний факультет Азербайджанського державного медичного університету та факультет міжнародного права Бакинського державного університету. Володіє російською та англійськими мовами.
Починаючи з 1998 року працювала репортером, кореспондентом, редактором, ведучим редактором, головним провідним редактором, заступником головного редактора та заступником головного редактора відділу Новин в телевізійній компанії ANS. З 2005 року обіймає посаду керівника відділу зв'язків з громадськістю Фонду Гейдара Алієва.
Є племінницею азербайджанського письменника Газанфара Пашаєва.

## Політична діяльність

### Міллі Меджліс
Ганіра Пашаєва є депутатом Міллі Меджлісу Азербайджану третього (2005—2010) і четвертого (2010—2015) скликань.
6 листопада 2005 року була обрана депутатом від 105-го Товузького виборчого округу. Є членом постійної комісії Міллі Меджлісу з міжнародних відносин і міжпарламентських зв'язків. Керівник робочої групи з міжпарламентських відносин між Азербайджаном та Грузією, член робочих груп Азербайджан — Індія, Азербайджан — Туреччина, Азербайджан — Японія. Ганіра Пашаєва багато їздить Туреччиною, де в ЗМІ та на різних конференціях розповідає турецькому народові про злочини вірмен проти азербайджанського народу.

### ПАРЄ
З 23 січня 2006 року є активним членом азербайджанської делегації в Парламентській асамблеї Ради Європи. Входить до «Групи Європейських Демократів» Ради Європи. Дійсний член Комітету з питань рівності і недискримінації а також Комітету з питань міграції, біженців і переміщених осіб Чергується член в Комітеті з політичних питань і демократії разом з іншим представником Азербайджану в Раді Європи — Самедом Сеїдовим.

## Громадська діяльність
Ганіра Пашаєва є головою Громадського об'єднання «Інститут міжнародних досліджень Євразії».

## Творча кар'єра
8 листопада 2010 року, в Баку, в університеті «Хазар» відбулася презентація книги Ганіри Пашаєвої «Великий чоловік, якого світ втратив» про Мустафу Кемаля Ататюрке.
22 листопада 2011 року, в книжковому магазині «Алі і Ніно» бакинського центру «Park Bulvar» відбулися презентація та продаж книги Ганіри Пашаєвої, під назвою «Її любовні листи». У книзі розповідається про нерозділене кохання молодої дівчини до її обранця, про велич сили кохання, і про те, як часом ми всі, на жаль, стаємо сліпі і глухі до переживань, страждань, мрій та надій близьких нам людей, як потім важко каятися від того, що ми чогось не договорили, чомусь не допомогли ним.
24 червня 2013 року в рамках проекту «Міст душі між Карабахом і Анадолу», організованого головою Громадського об'єднання «Інститут міжнародних досліджень Євразії», депутат Міллі Меджлісу Азербайджану Ганірою Пашаєвою та «Govkhar Group», в Баку на сцені Азербайджанської державної філармонії імені Мусліма Магомаєва відбувся концерт відомого турецького виконавця патріотичних пісень Мустафи Йилдиздогана, присвяченого пам'яті героїв, полеглих у Карабаській війні за незалежність Азербайджану, Національним героям, ветеранам та інвалідам Карабаської війни, їхнім родинам, біженцям і вимушеним переселенцям.
1 липня 2013 року в Баку, в книжковому магазині «Алі і Ніно» в Парку Бульварі, відбулася презентація спільного проекту депутата Міллі Меджлісу Ганіри Пашаєвої та заслуженої артистки Азербайджану Тунзалі Агаєвої — альбому «Ikimizin yerinə…» («За нас двох»). До альбому увійшли пісні на слова Ганіри Пашаєвої у виконанні Тунзалі Агаєвої. Композицію «Ikimizin yerinə…» виконав популярний співак Ельнур Мамедов. Під час презентації також відбулася автограф-сесія учасників проекту.
9 грудня 2013 року презентувала книгу «Dünyanı dəyişən alimlər» («Вчені, що змінили світ»), перший том із двотомника, до якого увійшли біографії 50-ти відомих вчених, які присвятили себе науці, відомості про їх життя і діяльності.

## Нагороди
5 березня 2011 року, за великий внесок у справу зміцнення азербайджано-грузинської дружби, Ганіра Пашаєва була нагороджена президентом Грузії Михайлом Саакашвілі орденом Честі. Церемонія нагородження відбулася в посольстві Грузії в Азербайджані. Від імені президента Грузії орден вручив посол Грузії в Азербайджані Теймураз Шарашенідзе.

## Премії

### 2007 рік
19 січня 2007 року Громадське об'єднання парламентських журналістів Азербайджану нагородила депутатку Ганіру Пашаєву в двох номінаціях: «Найбільш активний депутат» та «Найбільш активний захисник прав виборців».

### 2010 рік
29 вересня 2010 року Громадське об'єднання «Нове покоління азербайджанської молоді» присудило депутатці Ганірі Пашаєвій нагороду «Служителі тюркської нації» за заслуги перед тюркським світом і діяльність в його світовій презентації.
30 листопада 2010 року Ганіра Пашаєва була удостоєна премії «2010 — Зекі Веліді Тоган», заснованої вперше Євразійським гуртком економічних відносин, що функціонують у Туреччині. Премія була вручена 2 грудня 2010 року в Турецькій Республіці Північного Кіпру, в перший день міжнародного симпозіуму на тему «Тюркський світ у 21 столітті».

### 2011 рік
16 травня 2011 року Ганіра Пашаєва була удостоєна в Стамбулі журналістської премії Європейського союзу газетярів «Найкращі роки» у сфері політики.
30 вересня 2011 року Ганіра Пашаєва стала однією з переможниць щорічної національної премії «Хазар», яка традиційно вручається Громадським Об'єднанням «Молоді Реформатори».

### 2012 рік
29 грудня 2012 року депутатка Мілі Меджлісу Азербайджану Ганіра Пашаєва була удостоєна національної премії «Одлар Юрду» за успішну діяльність у сфері законодавства. Премія заснована Молодіжним центром Азербайджану, молодіжною коаліцією за підтримки туризму та іншими молодіжними організаціями з метою визначення за допомогою соцопитування найактивніших у суспільстві фізичних та юридичних осіб.

### 2013 рік
30 травня 2013 року Ганіра Пашаєва була удостоєна премії «Міжнародний позитивний культурний посол року», заснованого однією з найбільших медійних асоціацій Туреччини «Радіо еві дярняйи» (RADEV).

## Фільмографія
В квітні 2011 року Ганірою Пашаєвою був знятий фільм, в якому на основі архівних матеріалів та свідчень очевидців в Туреччині спростовується вчинення турками щодо геноциду вірмен на початку XX століття. Для цього депутат парламенту Азербайджану провела власне розслідування в Туреччині на тему подій початку 1915 року в турецько-вірменських відносинах і зустрілася з живими свідками тих подій.

## Цікаві факти
Написана Ганірою Пашаєвою книга «Її любовні листи» стала лідером з продажу в грудні 2011 року в Азербайджані.

## Галерея

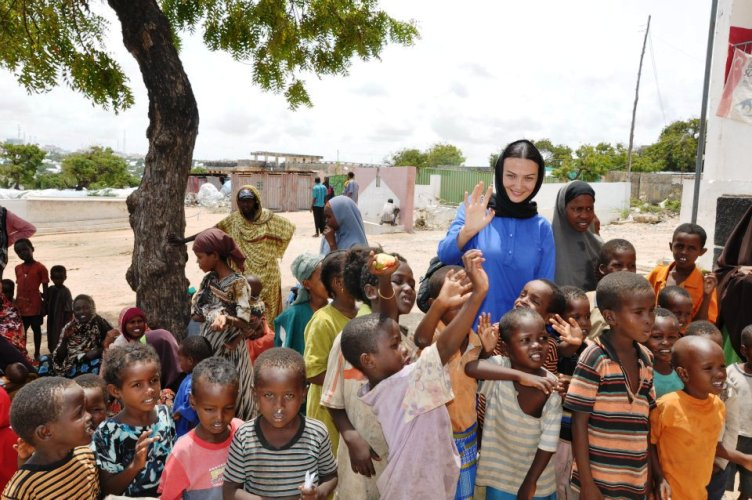
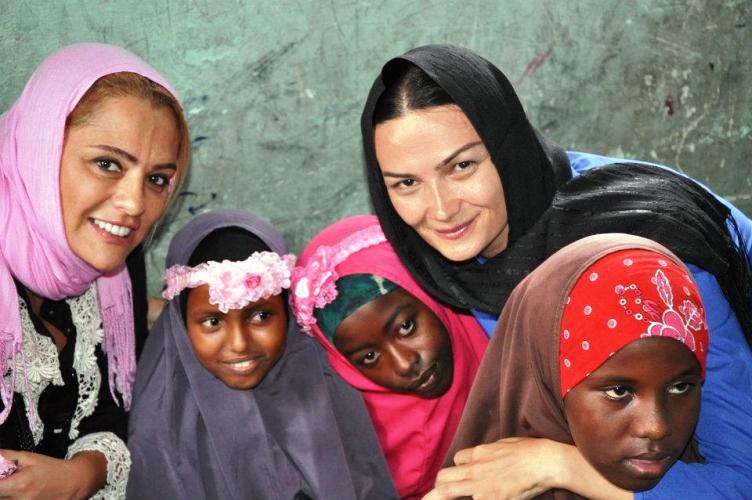
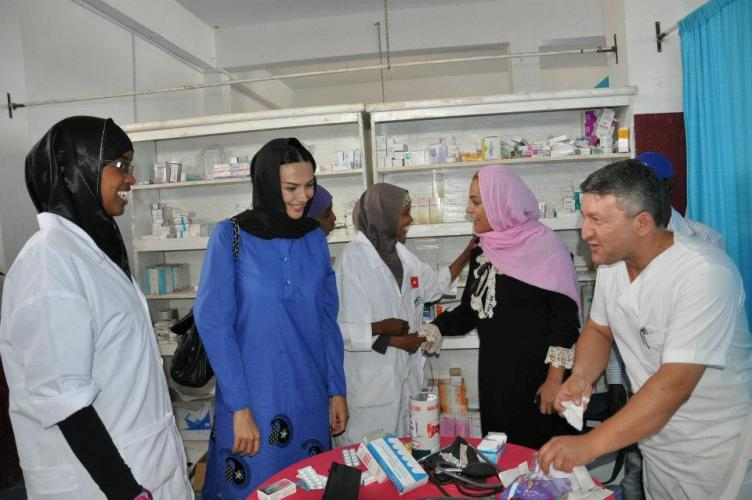